# Andrzej Gawron (policjant)
Andrzej Krzysztof Gawron (ur. 10 listopada 1897 w Chorzowie, zm. 17–21 kwietnia 1940 w Kalininie) – starszy posterunkowy Policji Województwa Śląskiego.

## Życiorys
Urodził się 10 listopada 1897 w Chorzowie, w rodzinie Alberta i Marii z Dylusów. Od 19 lutego 1919 roku do 1 września 1921 roku w Polskiej Organizacji Wojskowej Górnego Śląska. Od 22 czerwca 1922 roku w Policji Województwa Śląskiego, pełnił służbę m.in. w Rybniku, Pszowie i Chorzowie (w latach 1931–1939). We wrześniu 1939 roku w V Komisariacie w Chorzowie.
Dostał się do sowieckiej niewoli i przebywał w obozie w Ostaszkowie. Między 16, a 19 kwietnia 1940 został przekazany do dyspozycji naczelnika Zarządu NKWD Obwodu Kalinińskiego. Między 17, a 21 kwietnia 1940 został zamordowany w Kalininie (obecnie Twer) i pogrzebany w Miednoje. Od 2 września 2000 spoczywa na Polskim Cmentarzu Wojennym w Miednoje.
4 października 2007 został pośmiertnie awansowany na stopień aspiranta Policji Państwowej.

## Ordery i odznaczenia
- Krzyż Walecznych[1]
- Medal Niepodległości – 12 maja 1931 „za pracę w dziele odzyskania Niepodległości”[6][7][8]
- Brązowy Krzyż Zasługi[1]
- Krzyż na Śląskiej Wstędze Waleczności i Zasługi[1]
- Medal Dziesięciolecia Odzyskanej Niepodległości[1]
- Gwiazda Górnośląska[1]
- Krzyż Legionowy[1]
- Odznaka Pamiątkowa Więźniów Ideowych[1][9]